# Feria de muestras

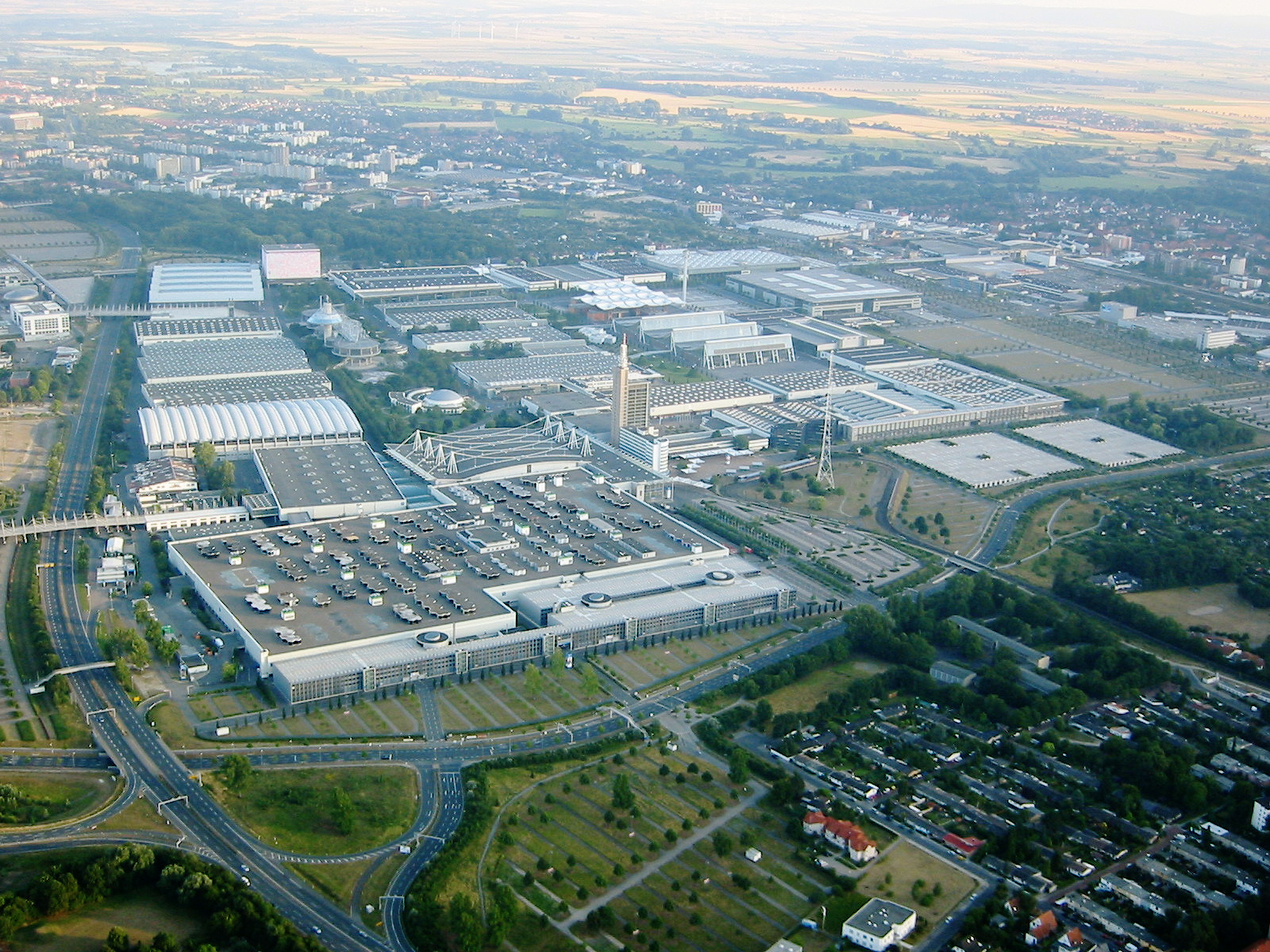
Vista aérea del predio ferial de Hannover.

Una feria de muestras es un encuentro realizado en forma anual generalmente de una semana de duración en el que empresas o entidades de una misma actividad comercial exponen sus productos y servicios. Las ferias también se conocen como salones quedando reservado el término feria de muestras para designar exposiciones generalistas en que se muestran productos de diferentes industrias. Si las primeras están dirigidas al público profesional, las segundas se orientan al visitante profano.
Las ferias convocan a expositores de un mismo sector constituyendo un excelente punto de encuentro entre los fabricantes, sus proveedores y sus clientes. En ellas, las compañías presentan sus últimas novedades y realizan demostraciones de producto pues disponen del espacio, el tiempo suficiente para ello y un conjunto de potenciales clientes. El expositor que participa en una feria se beneficia en cuanto a que, a) realiza un gran número de nuevos contactos profesionales en un breve espacio de tiempo y sin tener que desplazarse a diversas ciudades, b) trata con sus clientes en un ambiente distendido apropiado para la promoción de productos y las relaciones públicas, c) puede conocer con poco esfuerzo las novedades presentadas por sus competidores al ejercer también una función de visitante y d) introduce y ve la reacción de sus clientes ante nuevos productos o servicios.
Por su parte el visitante se beneficia en cuanto a) visita en poco tiempo y sin tener que desplazarse a un buen número de proveedores (reales o potenciales) y b) puede apreciar el estado de la técnica en un sector que le concierne profesionalmente.
Es importante destacar, no obstante, que las ferias no están estrictamente destinadas a la venta de producto aunque, en ocasiones, sí se consiguen cerrar contratos en la misma. Su función es más bien la de establecer relaciones con los clientes y realizar nuevos contactos comerciales a los que se visitará con posterioridad.

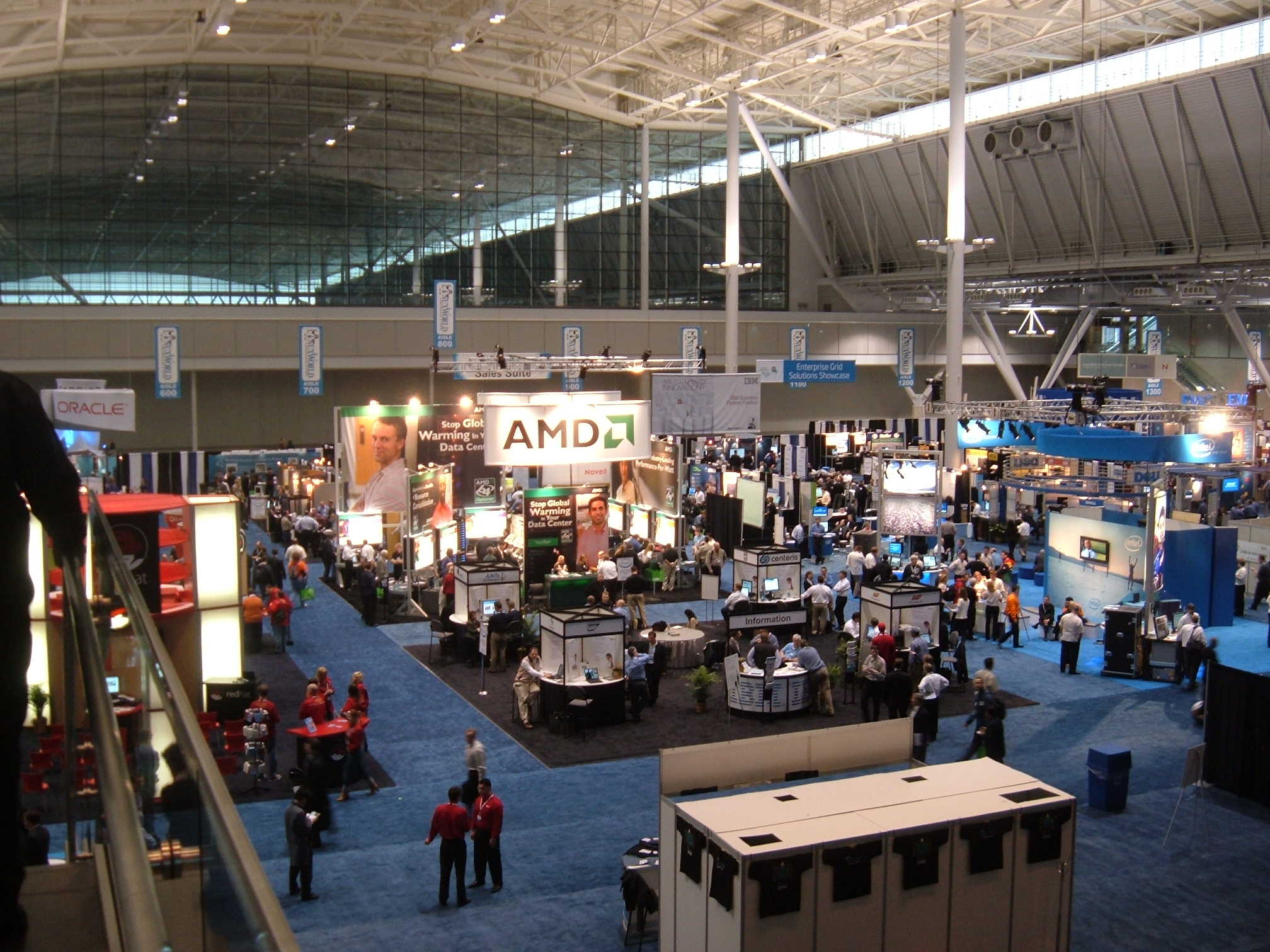
Salón LinuxWorld en la ciudad de Boston en 2006.

Con el desarrollo de la economía y la globalización de los mercados, el número de ferias ha incrementado ofreciendo un panorama ferial cada vez más extenso y diversificado. Así, encontramos ferias de sectores tan variados como: electrónica, logística, turismo, maquinaria, construcción, etc. Los ayuntamientos promocionan la celebración de estos certámenes en recintos feriales de su propiedad (o pertenecientes a empresas mixtas) alentados por los ingresos que generan tanto de modo directo (estands y consumos dentro de la feria) como indirecto, ya que atraen a gran número de visitantes que realizan consumos en hostelería, transporte, ocio, etc.
El período ferial se aprovecha además, para la celebración de diversas actividades de interés para el sector tales como foros, conferencias, jornadas técnicas, catas de producto, desfiles, etc. Se desarrollan ferias en forma continua prácticamente en todos los mercados y normalmente atraen la presencia de empresas de todo el planeta. Por ejemplo: en Estados Unidos, a fines del siglo XX, se realizaban más de 10,000 ferias comerciales por año, y se han creado varios sitios en la red web para ayudar a los organizadores, participantes y especialistas en mercadeo para identificar los eventos más apropiados para cada tipo de producto o servicio.

## Características
Las ferias comerciales desempeñan un papel importante en el mercadeo y en establecimiento de contactos de negocios en los sectores del mercado ue utilizan los productos o servicios que se promocionan en la feria. Las personas buscan conocer otras personas y compañías en su mismo segmento de la cadena de suministro, observar las novedades de sus competidores, y establecer contactos con potenciales proveedores o compradores.
Generalmente existirá un salón de exposiciones principal con stands donde las personas y empresas exponen sus productos o servicios, y a lo largo de los días en que permanece abierta se ofrecerán seminarios de educación continua sobre temas relevantes de la industria, tales como mejores prácticas, tendencias, y regulaciones. También habrá algunas cenas con participación de oradores destacados, y eventos sociales durante la noche.  Los stands comprenden desde simples mesas hasta construcciones elaboradas.
Las ferias comerciales a menudo implican una inversión considerable en tiempo y costo por las empresas participantes.  La planificación comprende pautar con anticipación encuentros con otras personas que concurren a la feria para conversar sobre oportunidades de realizar negocios para el mutuo interés. Los costos comprenden el alquiler del espacio, el diseño y construcción del stand, telecomunicaciones, viajes, hoteles, e impresión de folletos y elementos promocionales para dar a las personas que visitan la feria.
Además existen costos asociados a los servicios contratados en el stand, tales como electricidad, limpieza del stand, servicios de internet y movimientos de equipos. Estos gastos locales en temas de logística, por las empresas expositoras y los visitantes hacen que las ciudades promuevan sus salones para organizar ferias como una forma de promover el desarrollo económico local.

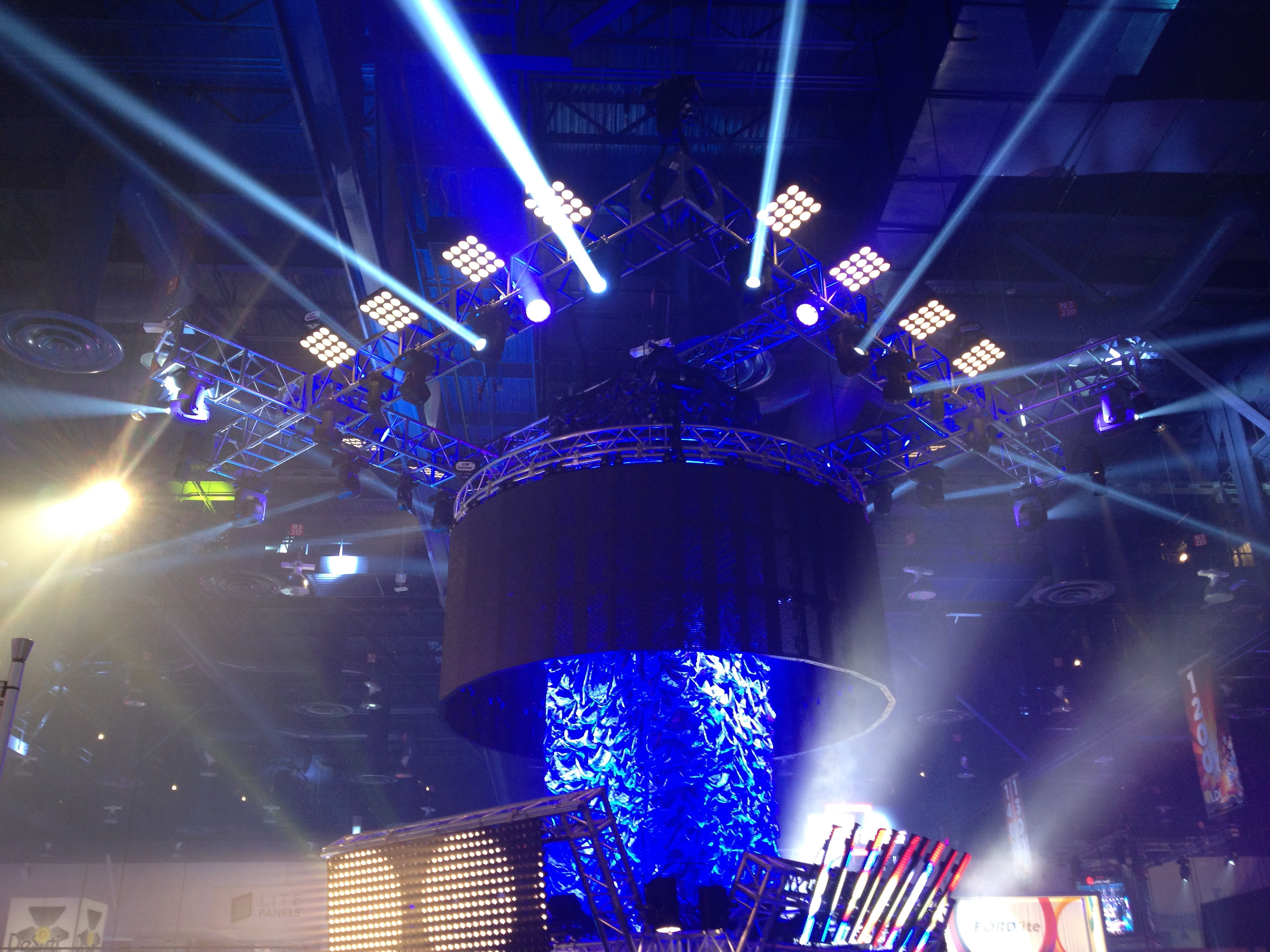
Vista de un salón de eventos en un predio ferial en la ciudad de Las Vegas, para grandes exposiciones internacionales.

## Predios feriales destacados
| #  | Nombre del predio              | Ciudad                         | Superficie de exposición bajo techo | Superficie de exposición al aire libre |
| -- | ------------------------------ | ------------------------------ | ----------------------------------- | -------------------------------------- |
| 1  | Hannover Messe                 | Hannover                       | 496 000 m²                          | 58 070 m²                              |
| 2  | World Market Center Las Vegas  | Las Vegas                      | 460 000 m²                          |                                        |
| 3  | Messe Frankfurt                | Fráncfort                      | 366 600 m²                          | 96 000 m²                              |
| 4  | Fira de Barcelona              | Barcelona                      | 365 000 m²                          | 50 000m²                               |
| 5  | Feria Zaragoza                 | Zaragoza                       | 360 000 m²                          |                                        |
| 6  | Fiera Milano                   | Milán                          | 345 000 m²                          | 60 000 m²                              |
| 7  | Las Vegas Convention Center    | Winchester, Nevada (Las Vegas) | 297 000 m²                          |                                        |
| 8  | Koelnmesse                     | Cologne                        | 284 000 m²                          | 100 000 m²                             |
| 9  | Messe Düsseldorf               | Düsseldorf                     | 262 740 m²                          | 43 000 m²                              |
| 10 | Bilbao Exhibition Centre       | Baracaldo, Vizcaya             | 251 055 m²                          |                                        |
| 11 | McCormick Place                | Chicago                        | 248 000 m²                          |                                        |
| 12 | Feria Valencia                 | Valencia                       | 231 000 m²                          |                                        |
| 13 | Paris expo Porte de Versailles | París                          | 227 000 m²                          |                                        |
| 14 | Feria de Madrid IFEMA          | Madrid                         | 200 000 m²                          |                                        |
| 15 | Messe München                  | Múnich                         | 180 000 m²                          | 425 000 m²                             |
| 16 | Messe Nürnberg                 | Núremberg                      | 180 000 m²                          | 50 000 m²                              |
| 17 | Messe Berlin                   | Berlín                         | 160 000 m²                          | 390 000 m²                             |

## Participación en una feria
En el año 2000, se celebraron en España unas 400 ferias y salones abarcando prácticamente la totalidad de sectores y subsectores de actividad. Para el año 2018, se estima que en total se realizaran en España una 85 ferias comerciales internacionales, las cuales comprenderán una amplia gama de productos y servicios.
Por el gran número de ferias existentes se hace imprescindible seleccionar la asistencia a una u otra por medio de criterios objetivos. Temas a tener en cuenta son el prestigio de la feria y el número de visitantes en pasadas ediciones, el sector de actividad, y la zona  geográfica que abarca (es una feria regional, nacional o internacional). 
Información para seleccionar una u otra feria se puede obtener de la cámara de comercio de la ciudad organizadora, las revistas especializadas, las propias ferias a través de sus portales web y publicidad, y las asociaciones de recintos feriales.
Para participar en una feria es preciso inscribirse con antelación, según las normas de la organización, período que puede alcanzar un año. Una vez recibidas las solicitudes, la empresa organizadora adjudica los espacios para los stands. En este sentido, es habitual dar un tratamiento preferencial a los participantes asiduos permitiéndoles escoger espacio o asignándoles los primeros puestos.
El precio del estand en una feria va en función de su ubicación y de su superficie. La organización establece una superficie mínima de alquiler fijando un escalado de tarifas en función de la superficie alquilada. Los participantes además deben pagar una cuota de inscripción, un seguro de responsabilidad civil, y los gastos de los servicios que utilicen tales como electricidad, agua, internet. Además, la propia organización de la feria ofrece servicios opcionales, tales como el montaje de moqueta o tarima, el armado del stand, servicio de azafata o camarero, alquiler de mobiliario o plantas, alquiler de vajilla, servicio de cáterin.

## El personal
El personal que atiende el estand debe mostrar profesionalidad y conocimiento del producto expuesto. Por ello, es imprescindible que sean miembros de la empresa participante resultando más indicado el personal comercial de la misma. Es de gran importancia que antes de la celebración del certamen sean informados de los objetivos tanto estratégicos como operativos que llevan a la empresa a exponer en dicha feria y que tengan un conocimiento preciso del producto expuesto en la misma.
El personal presente en la feria deberá tomar nota de todos los contactos realizados para realizar después de terminada la feria las acciones comerciales correspondientes.

## Documentación
Es importante para el desarrollo de la feria pertrecharse con una buena cantidad de documentación comercial para repartir a los visitantes al estand: revistas comerciales, catálogos de empresa, folletos de producto, etc. Si el estand es corporativo y engloba a compañías de un mismo holding es importante contar con catálogos de todas ellas entregándolos a los clientes en función de sus intereses. Lo mismo ocurre si se trata de divisiones o delegaciones comerciales que distribuyen diferentes gamas de producto. 
El personal que atienda el estand deberá contar con tarjetas de visita de todas las empresas y delegaciones representadas para derivar al cliente hacia el centro que pueda atenderle con mayor garantía. 

## Comunicación

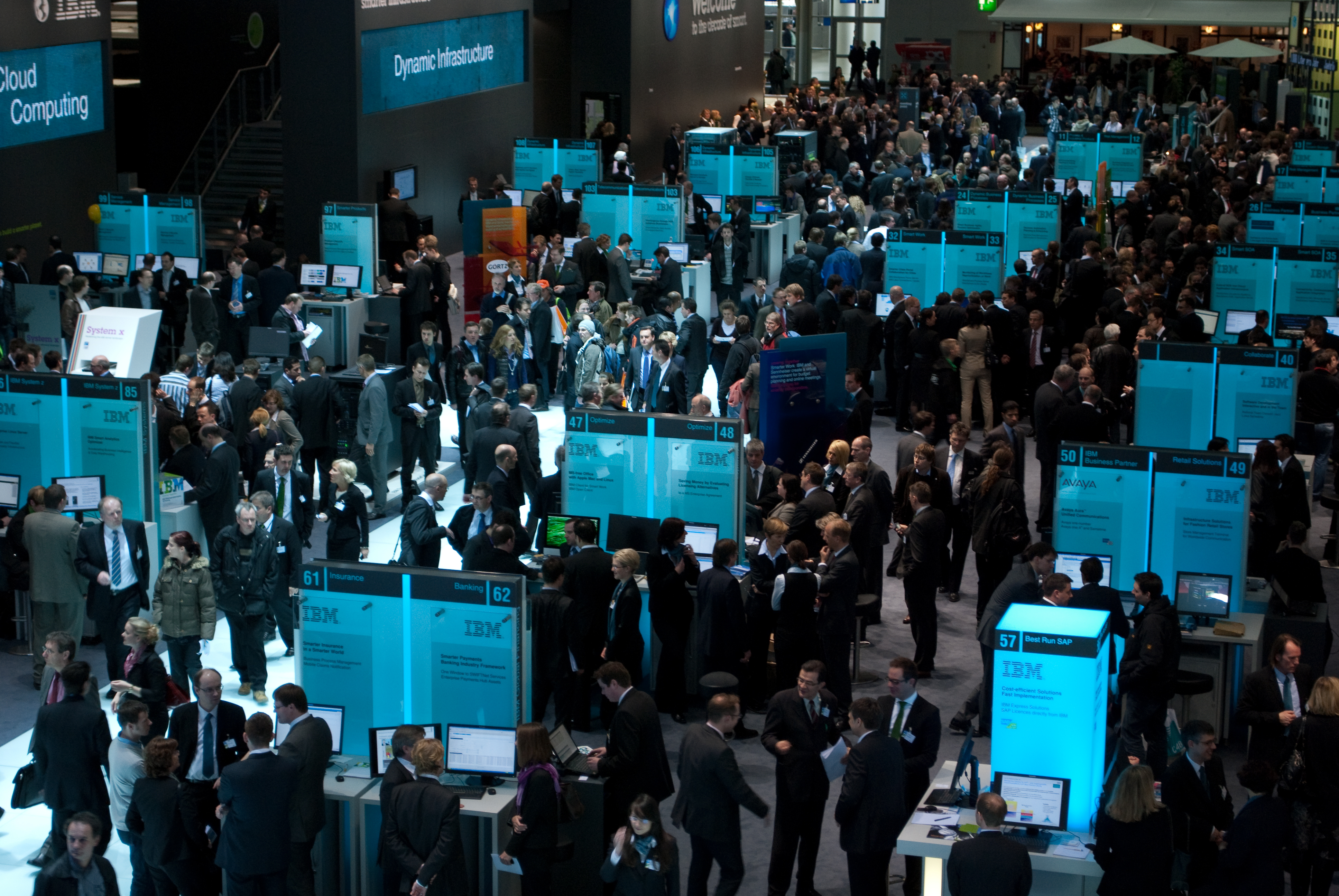
Stand de IBM en CeBIT 2010 en el predio ferial de Hanover, el mayor predio ferial del mundo con un área de muestras de 450.000 m², en la ciudad de Hanover, Alemania. Durante el boom de las dot com se registraron 500,000 visitantes a la feria CeBIT.

La participación en una feria debe tomarse como una fiesta comercial de la que deben hacerse partícipes a los clientes. Por ello, es habitual en las ferias obsequiar a los visitantes con un pequeño detalle de 'merchandising, así como a un aperitivo informal.
El mailing es un instrumento clásico de comunicación y en este caso, se recomienda hacerlo especialmente vistoso y atractivo para atraer la atención del visitante. La publicación de notas de prensa y la contratación de publicidad en la prensa especializada también constituyen formas rápidas de contactar con los clientes. Por último, la organización de la feria regala un determinado número de invitaciones a cada expositor que normalmente este destina a sus clientes más destacados. Los clientes reciben la invitación con una carta personalizada por parte de la empresa y, en ocasiones, se fija una cita con ellos en la propia feria para darles un trato individualizado.

## Seguimiento posterior
Con la finalidad de transformar los contactos realizados en la feria en verdaderos negocios, es preciso realizar tras la participación en una feria una serie de actividades que comprenden:
- Seguimiento de los contactos establecidos con posibles proveedores o clientes.
- Informe general. En el mismo, se debe recoger el grado de consecución de los objetivos marcados, así como analizar temas a mejorar en próximas participaciones en ferias, y realizar un balance general de la participación en el certamen en el que se considere la inversión realizada, la cantidad de contactos establecidos, y el volumen de negocios potencial que se podrían concluir.
- Balance económico. Grado de cumplimiento del presupuesto.
- Dosier de prensa.